# Fatos Kongoli

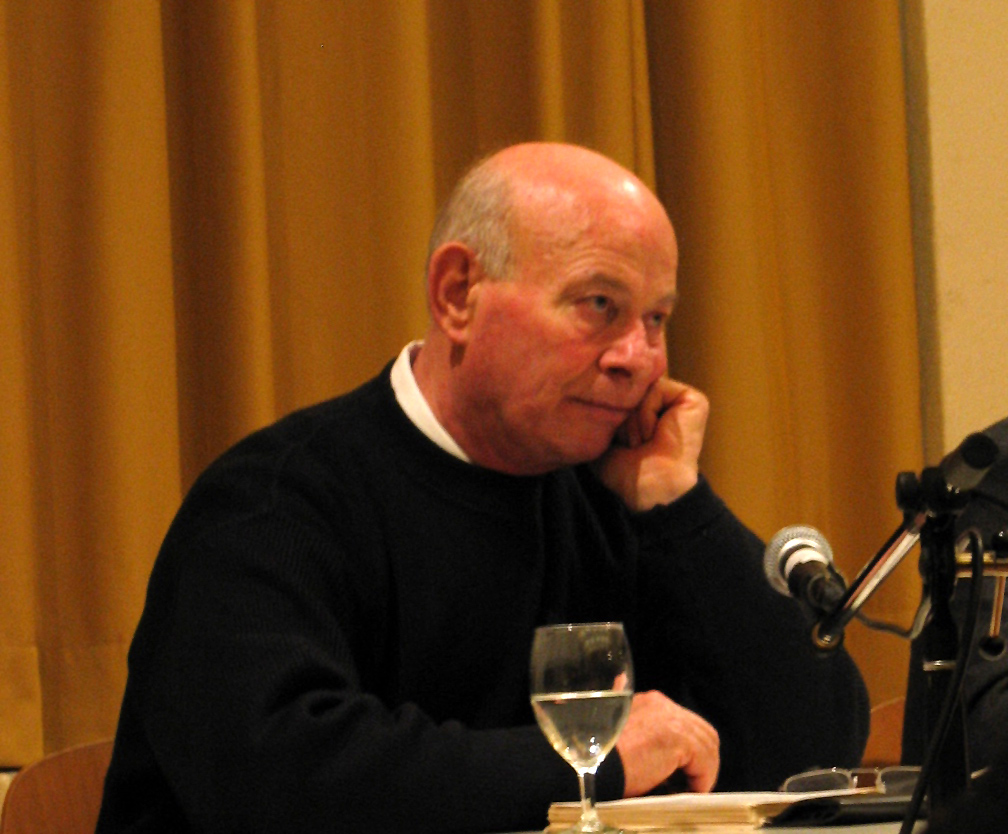
Fatos Kongoli

Fatos Kongoli (n. 12 ianuarie 1944 la Elbasan) este un scriitor albanez.